# بيتري جريجوراش
بيتري جريجوراش (بالرومانية: Petre Grigoraș)‏ هو لاعب كرة قدم ومدرب كرة قدم روماني في مركز الهجوم، ولد في 15 نوفمبر 1964 في Poduri ‏ في رومانيا. لعب مع جامعة كلوج وستيوا بوخارست وليفسكي صوفيا ونادي دوبرودزا دوبريتش ونادي فارول كونستانتسا ونادي لوكوموتيف بلوفديف.

## وصلات خارجية
- بيتري جريجوراش على موقع قاعدة بيانات كرة القدم.إي يو (الإنجليزية)
- بيتري جريجوراش على موقع عالم كرة القدم.نت (الإنجليزية)